# Janbiya

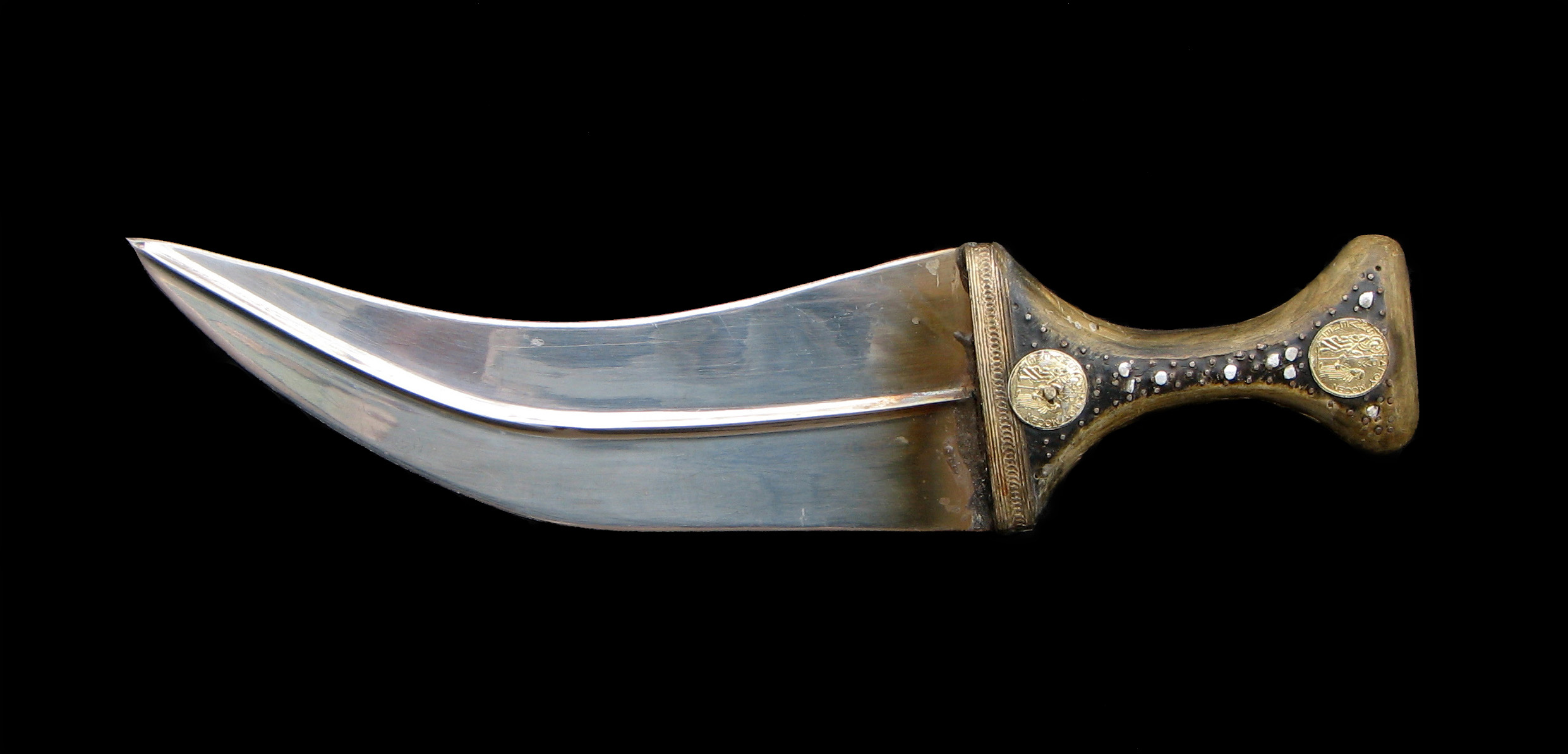
Jambiya du Yémen.

La janbiya, ou jambiya ou jambia ou djambia (arabe : جنبية), correspond au terme arabe désignant un poignard. Il est généralement utilisé pour décrire un type particulier de poignard à lame courte courbe, porté sur la ceinture dans les pays arabiques. Son origine remonterait à une période pré-islamique, les premières traces du jambiya datent de l'époque de la reine de Saba, il y a maintenant plus de 5 000 ans. Il est associé à la tradition yéménite où les hommes le portent comme un accessoire avec les vêtements traditionnels. Bien qu'il soit toujours considéré et utilisé comme telle, il tend à perdre son statut d'arme au profit de l'aspect symbolique.
Il est très proche du kandjar omanais, qui apparaît sur les armoiries du sultanat mais est moins porté par les hommes omanais. 

## Poignée

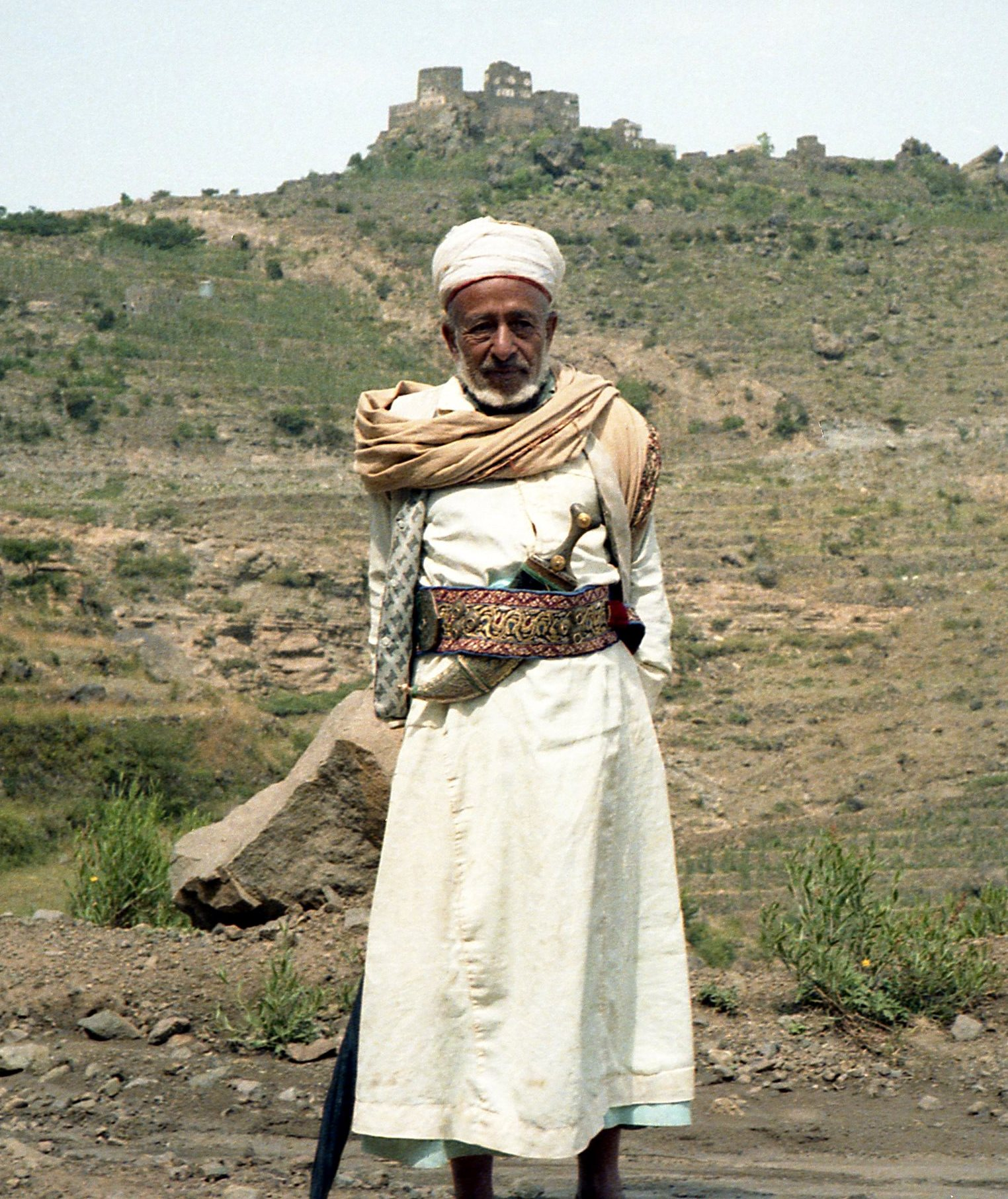
Yéménite portant une jambiya à la ceinture.

La garde constitue la partie la plus importante de la jambiya ; la poignée saifani est connue pour être l'une des plus renommées et pare les poignards de certaines personnes des classes supérieures ; faite en corne de rhinocéros ou en bois précieux, elle peut coûter jusqu'à un million de dollars US. Sa conception et les détails gravés déterminent la valeur et le statut de son porteur.

## Lame, gaine et ceinture
Dans la majorité des cas, la lame est faite en acier. Elle est rangée dans un fourreau généralement en bois, souvent décoré d'ornements divers qui se rapportent au statut de leur possesseur, tels que des pierres semi-précieuses, du cuir ou des ferronneries. Le fourreau est fixé sur une ceinture de cuir de plus de cinq centimètres de large, généralement portée autour du bas-ventre. Les Yéménites y attachent souvent d'autres ornements tels que des bourses contenant des pièces d'argent pour les célébrations.

## Utilisation

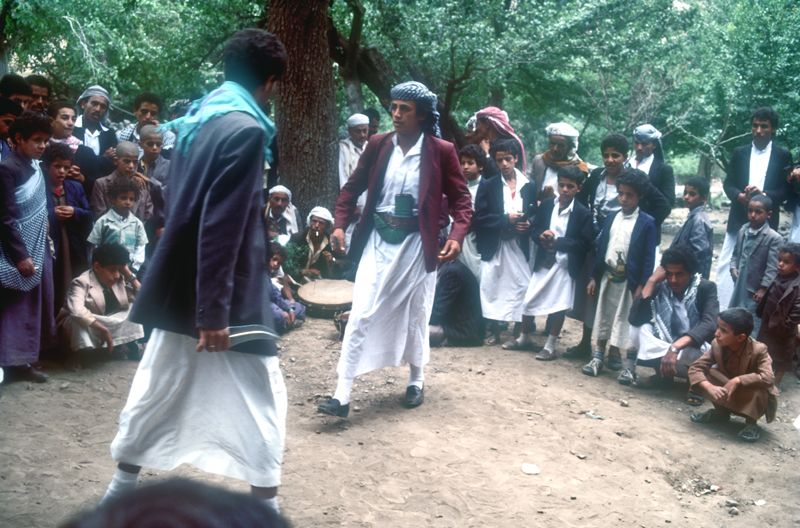
Jambiya portée lors d'un mariage traditionnel.

La jambiya est couramment utilisée dans les fêtes traditionnelles yéménites telles que les danses, les mariages ou les cérémonies d'initiation des jeunes garçons. La jambiya revêt un statut privilégié dans la culture yéménite en ce sens qu'elle est un indicateur du statut social de son porteur. Les plus belles sont portées par des hauts dignitaires ; parmi eux, les Hachémites (une tribu arabe qui revendique une lignée directe de Mahomet), les juges, les hommes d'affaires peuvent porter des jambiyas atteignant des prix très élevés, comme celle du cheikh Al-Shaif, qui remonte à l'imam Yahia Aldeen Hameed.